# Русаантубани
Русаантубани (груз. რუსაანთუბანი) — село в Грузии. Находится в Хашурском муниципалитете края Шида-Картли. Высота над уровнем моря составляет 800 метров. Население — 85 человек (2014).